# Henschel Hs 126
Henschel Hs 126 là một loại máy bay thám sát và trinh sát hai chỗ của Đức trong Chiến tranh thế giới II, Hs 126 bắt nguồn từ loại Henschel Hs 122. Khung vỏ mẫu thử là một chiếc Hs 122A lắp động cơ Junkers. Hs 126 chỉ cần đường băng cất cánh ngắn, khả năng bay vận tốc thấp tốt. Nó được đưa vào trang bị vài năm, nhưng nhanh chóng bị thay thế bằng loại máy bay đa dụng STOL Fieseler Fi 156 Storch và Focke-Wulf Fw 189.

## Quốc gia sử dụng
CroatiaKhông quân Croatia
 EstoniaKhông quân Estonia
 GermanyLuftwaffe
 GreeceKhông quân Hoàng gia Hy Lạp
 Tây Ban NhaKhông quân Tây Ban Nha

## Tính năng kỹ chiến thuật (Hs 126B-1)
Đặc điểm tổng quát
- Kíp lái: 2
- Chiều dài: 35 ft 7 in (10,9 m)
- Sải cánh: 47 ft 7 in (14,5 m)
- Chiều cao: 12 ft 4 in (3,8 m)
- Diện tích cánh: 340 ft² (31,6 m²)
- Trọng lượng rỗng: 4.480 lb (2.030 kg)
- Trọng lượng có tải: 3.090 kg (6.820 lb)
- Động cơ: 1 × Bramo 323, 850 hp (634 kW)

 Hiệu suất bay 
- Vận tốc cực đại: 221 mph trên độ cao 9.850 ft (356 km/h trên độ cao 3.000 m)
- Tầm bay: 620 mi (998 km)
- Trần bay: 28.000 ft (8.530 m)
- Vận tốc lên cao: 1.800 ft/phút (550 m/phút)
- Tải trên cánh: 20,1 lb/ft² (97,8 kg/m²)
- Công suất/trọng lượng: 0,13 hp/lb (0,21 kW/kg)

Trang bị vũ khí

- 1 × súng máy MG 17 7,92 mm (.312 in)
- 1 × súng máy MG 15 7,92 mm (.312 in)
- 150 kg (330 lb) bom